# Маските (теленовела)
Маските (на испански: Las máscaras) е мексиканска теленовела, режисирана от Раул Араиса и продуцирана от Ернесто Алонсо за Телесистема мехикано през 1971 г. Теленовелата е със сценарий от Карлос Лосана Дана, базиран на американския игрален филм Всичко за Ева.
В главните роли са Марга Лопес и Хоакин Кордеро, а в отрицателната роля е Иран Еори.

## Сюжет
Силвина е амбициозна млада актриса, която с много малко скрупули ще се опита да стане ученичка и приятелка на Маргара, известна актриса, като начин да се издигне в обществото и да достигне върха на славата.

## Актьори
- Марга Лопес – Маргара
- Иран Еори – Силвина
- Хоакин Кордеро – Гилермо
- Рита Маседо – Елена
- Мария Рубио – Ида Крус
- Хосе Алонсо – Гаспар
- Луис Арагон – Сакариас
- Офелия Медина – Делия
- Анита Бланч – Бланка
- Сесар Кастро – Инспектор
- Сесар дел Кампо
- Беатрис Шеридан
- Мигел Гомес Чека

## Премиера
Премиерата на Маските е през 1971 г. по Canal 2.